# Dollaro delle Figi
Il dollaro (codice ISO 4217 FJD) è la valuta delle Figi dal 1969 ed è stata anche la valuta tra il 1867 ed il 1873. Normalmente è abbreviata con il simbolo di dollaro $, oppure con FJ$ per distinguerlo dalle altre valute denominate dollaro. È suddiviso in 100 cent.

## Storia

### Primo dollaro, 1867-1873
Figi emise della carta-moneta in dollari e cent per la prima volta tra il 1867 ed il 1873. Il dollaro aveva lo stesso valore del dollaro statunitense d'argento. Il dollaro fu sostituito dalla sterlina britannica, quando le isole Figi divennero una colonia britannica.

### Secondo dollaro, 1969-attuale
Il dollaro fu reintrodotto nel 1969, in sostituzione delle sterlina delle Figi (Fijian pound) con un tasso di cambio di 1 sterlina = 2 dollari. Le monete e le banconote continuano a rappresentare la regina Elisabetta II, nonostante le Figi siano state dichiarate una repubblica dal 1987.
Il 16 agosto 2005, il ministro delle finanze Ratu Jone Kubuabola ha annunciato che il gabinetto aveva approvatò l'introduzione di una banconota da 100 dollari ed il ritiro delle monete da 2 cent, dato che la loro coniazione superava il valore facciale. Kubuabola ha detto che la nuova banconota da 100 dollari dovrebbe misurare 156 × 67 mm, e che le dimensioni delle altre banconote sarebbero diminuite ognuna di 5 mm. Il ritratto della regina Elisabetta II sarebbe rimasto su tutte le banconote, nonostante la richiesta di alcuni politici di togliere il ritratto dato che da 18 anni Figi è una repubblica. Figi tuttavia è membro del the Commonwealth, e la regina Elisabetta è riconosciuta come Paramount Chief del Great Council of Chiefs delle isole Figi, una struttura costituzionale delle isole.
Il governatore della Reserve Bank of Fiji, Savenaca Narube, ha annunciato il 11 febbraio 2006 che sarebbero state introdotte banconote rivestite da polimeri, con immagini di personalità, cultura, commerci ed industrie locali. Le nuove banconote, come previsto, sono state disponibili dai primi del 2007.

## Monete
Nel 1969 sono state introdotte monete da 1, 2, 5, 10 e 20 cent e quella da 50 cent è stata immessa nel 1975. Le monete avevano le stesse dimensioni e composizione delle corrispondenti monete australiane, con quella da 50 cent che corrispondeva a quella dodecagonale in cupro-nickel introdotta in Australia nel 1969. Nel 1990 è stata introdotta una nuova composizione: l'acciaio placcato rame è usato per le monete da 1 e 2 cent, placcato con nickel per quelle da 5, 10, 20 e 50 cent. Una moneta di ottone da 1 dollaro è stata introdotta nel 1995. La moneta da 2 cent non è più prodotta.

## Banconote

### Primo dollaro
Il 1867 il tesoro governativo emise dei biglietti da 1 dollaro. Questi furono seguiti da banconote da 1, 5, 10, 25 e 50 dollari emesse tra il 1871 ed il 1873. Anche tra il 1871 ed il 1873, re Cakobau emise banconote con i valori da 12½, 25, 50 e 100 cent e 5 dollar. Levuka (un centro sull'isola Ovalau) emise banconote da 1 e 5 dollari durante gli anni 1870.

### Secondo dollaro
Nel 1969 il governo ha introdotto banconote con i valori da 50 cent, da 1, 2, 5, 10 e 20 dollari. La Central Monetary Authority ha preso l'incarico dell'emissione della carta-moneta nel 1974, emettendo gli stessi valori, anche se il biglietto da 50 cent non è stato più emesso dal 1980. Nel 1987 la Reserve Bank of Fiji ha iniziato ad emettere banconote. Quella da 1 dollaro è stata sostituita da una moneta 1995, lo stesso anno in cui fu introdotta da quella da 50 dollari seguita poi da quella da 100 dollari il 2007. I valori delle banconote in circolazione sono:
- $2
- $5
- $10
- $20
- $50
- $100[1]